# Melalgus exesus
Melalgus exesus är en skalbaggsart som först beskrevs av Leconte 1858.  Melalgus exesus ingår i släktet Melalgus och familjen kapuschongbaggar. Inga underarter finns listade i Catalogue of Life.